# 김원우
김원우(金源祐, 본명: 김원수, 본명 한자: 金源守, 1947년 4월 11일~)는 대한민국의 소설가 겸 대학 교수이고, 현재는 계명대학교 문예창작학과 석좌교수로 있기도 하며, 본은 함창(咸昌)이다.

## 생애
경상남도 김해군 진영면에서 출생하였고 지난날 한때 경상남도 밀양에서 잠시 유아기를 보낸 적이 있는 그는 서울에서 성장하였으며, 경북대학교 영어영문학과 학사 학위 취득 후 서강대학교 대학원 국어국문학과 문학석사 학위를 받았다. 경북대학교 영문과를 나온 뒤 도서출판사 현암사에서 일하는 도중 1977년 중편소설〈임지〉가 《한국문학》에 당선되어 등단하였다. 주요 작품으로 《무기질 청년》,《수면 불심》,《소인국》,《장애물 경주》,《짐승의 시간》 등이 있다. 우리네 애달픈 삶의 토속적인 허위와 비속화로 치달아 가는 세태에 대한 깊은 애수를 담고, 소시민의 일상 세계를 직접적인 기술대상으로 삼는 작가로 알려져 있다. 다만 소설이 지나치게 관념적이고 문장력을 중시하기 때문에, 오히려 현대 소설과는 맞지 않다는 지적도 있다. 소설가 김원일 작가의 동생이다. 현재는 계명대학교 문예창작학과 소설창작계열 석좌교수로 재직하고 있으며 대구매일신문 신춘문예 심사위원, 문화일보 신춘문예 심사위원 등을 지내기도 했다.

## 저서
- 《세 자매 이야기》 (문학과 지성사, 1988)
- 《짐승의 시간》 (두산동아, 1995), (일송포켓북, 2005)
- 《가슴없는 세상》 (세계사, 1993)
- 《우국의 바다》 (세계사, 1993)
- 《안밖에서 길들이기》 (문학과 지성사, 1995)
- 《방황하는 내국인》 (솔, 1996)
- 《모노가미의 새 얼굴》 (솔, 1996)
- 《산비탈에서 사랑을》 (강, 1997)
- 《일인극 가족》 (프레스21, 1999)
- 《객수산록》 (문학동네, 2002)
- 《젊은 천사》 (세계사, 2005)
- 《무기질 청년》 (책세상, 2007)
- 《모서리에서의 인생독법》 (강, 2008)
- 《산책자의 눈길》 (강, 2008)
- 《돌풍전후》 (강, 2011)
- 《부부의 초상》 (강, 2013)

## 수상 경력
- 1983년 제16회 한국창작문학상 (〈수면 불심〉)
- 1991년 제22회	동인문학상 (〈방황하는 내국인〉)
- 1998년 제11회 동서문학상 (〈산비탈에서 사랑을〉)
- 1999년 제7회 오영수문학상 (〈반풍토설초〉)
- 2002년 제10회 대산문학상 (〈객수산록〉)